# Dolphin (explorador de archivos)
Dolphin (en español significa delfín), es el administrador de archivos oficial del entorno de escritorio KDE, a partir de su versión 4.0. Está enfocado en la usabilidad.

## Características
Las principales características de Dolphin son:
- Barra de navegación para URL, que permite navegar rápidamente a través de la jerarquía de archivos.
- Ver las propiedades de cada directorio.
- Transparencia de red.
- Funcionalidad de Deshacer/Rehacer.
- Integración con NEPOMUK.
- Navegación por pestañas.
- Terminal integrada en un panel.[1][2]
- Modo de vista dividida, que permite visualizar dos directorios simultáneamente.[1][2]
- Previsualización de archivos multimedia (audio, video e imágenes).[2]
- Vista previa del contenido de las carpetas.[3]

Dolphin no está diseñado para competir con Konqueror, el administrador de archivos por defecto de KDE. Dolphin se centra en ser únicamente un administrador de archivos, dejando de lado la capacidad de visualizador universal de documentos de Konqueror. Esto permite optimizar la interfaz de usuario para las tareas propias de la administración de archivos.

## D3lphin
Cuando se decidió que Dolphin sería el administrador de archivos por defecto de KDE 4, la versión de KDE 3 fue descontinuada. Sin embargo, el programa sigue estando disponible bajo el nombre de D3lphin. D3lphin está siendo aún desarrollado por Marcel Juhnke en su sitio web.